# Appendiculella calostroma
Appendiculella calostroma är en svampart som först beskrevs av Jean Baptiste Desmazières, och fick sitt nu gällande namn av Franz Xaver von Höhnel 1919. Appendiculella calostroma ingår i släktet Appendiculella och familjen Meliolaceae.   Inga underarter finns listade i Catalogue of Life.